# Vanessa de Oliveira
Vanessa de Oliveira (Porto Alegre, 12 de março de 1975), também conhecida como "Mulher Magnética", é escritora, empresária, sexóloga.
Autora de seis livros de temáticas diversas. Desde 2015, também possui um canal no Youtube. Também é conselheira de mulheres, por meio de seu site e de seu consultório. Dedica-se ao empoderamento feminino, destacando-se por não desvalorizar o gênero masculino para tal: pelo contrário, frisa a importância da união entre os gêneros.
Nos anos 90 participou do comercial da linha de produtos Ever Plus com o seu nome.

## Carreira
Nascida em uma família sem muitos recursos financeiros, Vanessa ficou grávida na adolescência e, aos 18. Foi morar em Balneário Camboriú. Ganhou notoriedade na mídia em 2006 com seu primeiro livro, no qual relata, entre outras coisas, parte de sua vida. Nos anos seguintes, tornou-se autora de outros cinco livros que abordam temas como sexo, comportamento, relacionamento e religião. Em 2007 e 2008.
Formou-se em enfermagem e fez pós-graduação em sexualidade. Foi coach de celebridades como Mulher Melão, Veridiana Freitas e Núbia Óliiver.
Foi colunista do site BDI - Bastidores da Informação a partir de 2011, onde teve a coluna "Consultório da Van". Também foi consultora de revista, e fez várias participações nos programas "Mulheres", da TV Gazeta, e Melhor da Tarde, da Band.
Em 2012, Vanessa de Oliveira realizou protestos inusitados contra a pirataria de livros, os quais atraíram bastante a atenção da mídia no Brasil e no exterior. Em julho, fez protesto em frente ao palácio do governo em Lima, no Peru, e no mês seguinte protestou e simultaneamente lançou seu sexto livro, aparecendo com o corpo pintado em uma livraria da Avenida Paulista em São Paulo.

## Livros
- O Diário de Marise – Editora Matrix, 2006. ISBN 85-87431-68-4.[21]
- 100 Segredos (com Reinaldo Bim Toigo) – Editora Matrix, 2007. ISBN 978-85-87431-92-9.
- Seduzir Clientes – Editora Matrix, 2008. ISBN 978-85-7788-024-9.
- Ele te Traiu? Problema Dele! – Editora Matrix, 2009. ISBN 978-85-7788-127-7.
- Reunião de Bruxas – Editora Anubis, 2011. ISBN 978-85-8645-331-1.[22]
- Psicopatas do Coração – Editora Urbanas, 2012. ISBN 978-85-6353-676-1.
- 100 surpresas de sexo - Editora Matrix, 2013. ISBN 978-85-8230-038-1
- Como enlouquecer um homem na cama e fora dela - Editora Matrix, 2014. ISBN 978-85-8230-023-7
- Mulher Magnética - Editora Matrix, 2015. ISBN 978-85-8230-229-3